# Mother Simpson
«Mother Simpson» (рус. Мать Симпсон) — восьмая серия седьмого сезона мультсериала «Симпсоны». Серия вышла 19 ноября 1995 года.

## Сюжет
Гомер решил сбросить с водопада куклу в виде себя, чтобы уйти от работы на природе. Симпсонам отключают электричество, потому что за налоги платит глава семьи. Гомер отправился на почту сказать, что он жив. После спора с почтальоном он пытается найти могилу своей мамы и встречает на кладбище свою маму, которая находилась в безвестности много лет. Со временем Барт и Лиза понимают, что что-то нечисто с их бабушкой, и это правда: она сбежала из-за того, что в 60-х состояла в группировке хиппи, которая напала на фабрику Монтгомери Бернса по производству различных болезней. После того как она рассказала, из-за чего сбежала, она решила доказать, что всё было так и Гомер с Моной пошли на почту и забрали залежавшиеся письма от Моны Симпсон. Но на почте оказался и мистер Бернс, который опознает Мону и сообщает об этом в ФБР. В это время Мона успевает сдружиться со своей семьей, включая бывшего мужа Эйба, Лиза находит с ней много общего, а Гомер просто счастлив. Но ФБР быстро вычисляют маму Симпсон и штурмуют дом. Но Мона успевает сбежать с Гомером благодаря предупреждению шефа Виггама, который чувствует себя обязанным помочь Моне за то, что она вылечила его от астмы во время вылазки на фабрику 25 лет назад. Гомер провожает ее до заправки, где ее забирает знакомый хиппи. После прощания Гомер долго смотрит на дорогу, по которой уехала его мать.

## Культурные отсылки
В могиле, которой Дедушка Симпсон показывал в детстве Гомеру, лежит Уолт Уитмен.

## Отношение критиков и публики
В своём первоначальном американском вещании «Mother Simpson» закончил 45-м в рейтинге Нильсена за неделю с 30 октября — 5 ноября 1995 года, с рейтингом Нильсена 10,0. У эпизода был четвёртый самый высокий рейтинг в сети Фокс на той неделе, уступив только Секретным материалам, Беверли-Хиллз, 90210 и Мелроуз Плейс. Исполнительные продюсеры сериала Билл Оукли и Джош Вайнштейн назвали эпизод одним из самых любимых, отметив «идеальное сочетание реальных эмоций, хороших шуток и интересной истории». Уоррен Мартин и Адриан Вуд, авторы книги «I Can’t Believe It’s a Bigger and Better Updated Unofficial Simpsons Guide» похвалили эпизод, назвав его «комичным и очень трогательным».